# Kifl Hares
 (avril 2015).
Si vous disposez d'ouvrages ou d'articles de référence ou si vous connaissez des sites web de qualité traitant du thème abordé ici, merci de compléter l'article en donnant les références utiles à sa vérifiabilité et en les liant à la section « Notes et références ».
Kifl Hares (en arabe : كفل حارس, prononcé kifel hares) est un village palestinien au nord de la Cisjordanie, situé à 5 km au nord de Salfit et à 23 km au sud-ouest de Naplouse. 
C'est un des villages qui a été placé sous l'occupation israélienne après la guerre de 1967. Le village dispose d'un club sportif, d'un cybercafé, d'une grande salle pour les fêtes de mariage et d'un grand parc agrémenté d'une piscine.

## Étymologie
Kifl Hares a deux noms : Tamnet Hares et Tamnet Sareh. Ce village a été appelé Tamnet Hares à cause de l'arrêt du soleil à l'époque du Prophète Joshua (Yashou). C'est pourquoi on a gravé le soleil sur son tombeau. La deuxième histoire de son appellation suppose que Kifl Hares a été nommé ainsi parce que le prophète Dhul Kifl y a été enterré. Cette histoire semble plus crédible. 

## Géographie
Kifl Hares est entouré par les villages de Deir Estia à l'ouest, de Qira à l'est, de Hares au sud-ouest, de Zêta et de Jamma'in au nord et de Marada au sud. La colonie d'Ariel a été créée en 1978 sur une grande partie de son territoire. Cette colonie a connu un essor spectaculaire au cours de ces dernières années. L'altitude du village est d'environ 500 mètres et sa superficie est d'environ 9 400 dounams. 

## Climat
Le climat de Kifl Hares est méditerranéen. Il fait chaud et sec l'été et il fait froid et pluvieux l'hiver et le printemps est en fin de mars et début d'avril.  Juillet et août sont les mois les plus chauds de l'année (28.9 °C- 40 °C en moyenne) tandis que janvier est le mois le plus froid ( 3.9 °C en moyenne).

## Population
Kifl Hares compte environ 3 856 personnes en 2015 selon le recensement réalisé par le bureau central palestinien des statistiques. La plupart de ses habitants sont des jeunes et des écoliers. Les habitants du village dépendent pour leur subsistance  des postes publiques et de la culture de la terre. 

## Économie
L'huile d'olive et les céréales sont les produits principaux de Kifl Hares. Il y a beaucoup d'arbres dans ce village comme les figuiers, les abricotiers et les pommiers. Kifl Hares possède plusieurs fermes de poulets et une ferme de vaches.

## Sites religieux et historiques

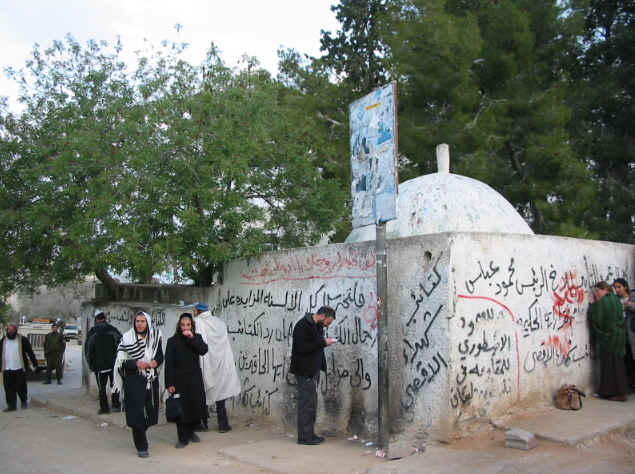
Le tombeau de Josué

Kifl Hares dispose de beaucoup de monuments religieux. En outre, il abrite les tombeaux de plusieurs prophètes comme les tombeaux d'Élisée, de Josué et de Dhul Kifl. Le tombeaux de ce dernier est situé à côté de l'école secondaire de filles tandis que celui de Josué est situé dans le centre du village. Le village possède les ruines de Deir Bjal. De plus, il compte quatre mosquées.

## Enseignement
Il y a quatre écoles à Kifl Hares :
- L'école élémentaire pour les filles.
- L'école élémentaire pour les garçons.
- L'école secondaire pour les filles.
- L'école secondaire pour les garçons.

## Santé
Kifl Hares dispose d'une clinique médicale publique et de nombreuses cliniques privées. Le village compte un siège du Croissant-Rouge palestinien. Il y a aussi trois pharmacies.